# Malogranatum
Das Malogranatum (lat. Granatapfel) oder Der dreifache Weg zur Vollkommenheit ist eine theologische Schrift des 14. Jahrhunderts, die im Zisterzienserkloster Königsaal bei Prag verfasst wurde und große Verbreitung fand. Das Werk wird gemeinhin dem Chronisten Peter von Zittau zugeschrieben, die Verfasserschaft ist aber nicht belegt.

## Inhalt und Hintergrund
Ein Entstehungsjahr ist nicht angegeben und auch der Autor bleibt im Werk anonym. Verschiedene Hinweise sprechen für eine Entstehung nach 1350. Der Autor selbst beschreibt seine Arbeit nur als Kompilieren, was sich auch im Titel widerspiegelt, da Malogranatum laut Autor so zu verstehen ist, dass ein Granatapfel aus vielen Kernen bestehe und so auch dieses Werk viele Lehren verschiedener Autoren enthalte.
Das Werk ist als Dialog zwischen Lehrer und Schüler aufgebaut und behandelt anhand von Aussagen verschiedener Autoritäten die Kernfragen des spätmittelalterlichen Glaubens. Der Text greift auf die antike Dreistatuslehre zurück und ist entsprechend als dreibändiges Werk konzipiert: an die incipientes, die proficientes und die perfecti, die Anfangenden, die Fortschreitenden und die Vollkommenen.
Da der Text sich nicht nur an den Klerus, sondern auch an Laien richtet, fand das Malogranatum besonders im 15. Jahrhundert unter den Anhängern der Devotio Moderna viele Leser. Heute sind noch 150 lateinische Handschriften aus dem Mittelalter überliefert, womit das Malogranatum zu den meistgelesenen geistlichen Texten zu rechnen ist.